# Axel Zwingenberger

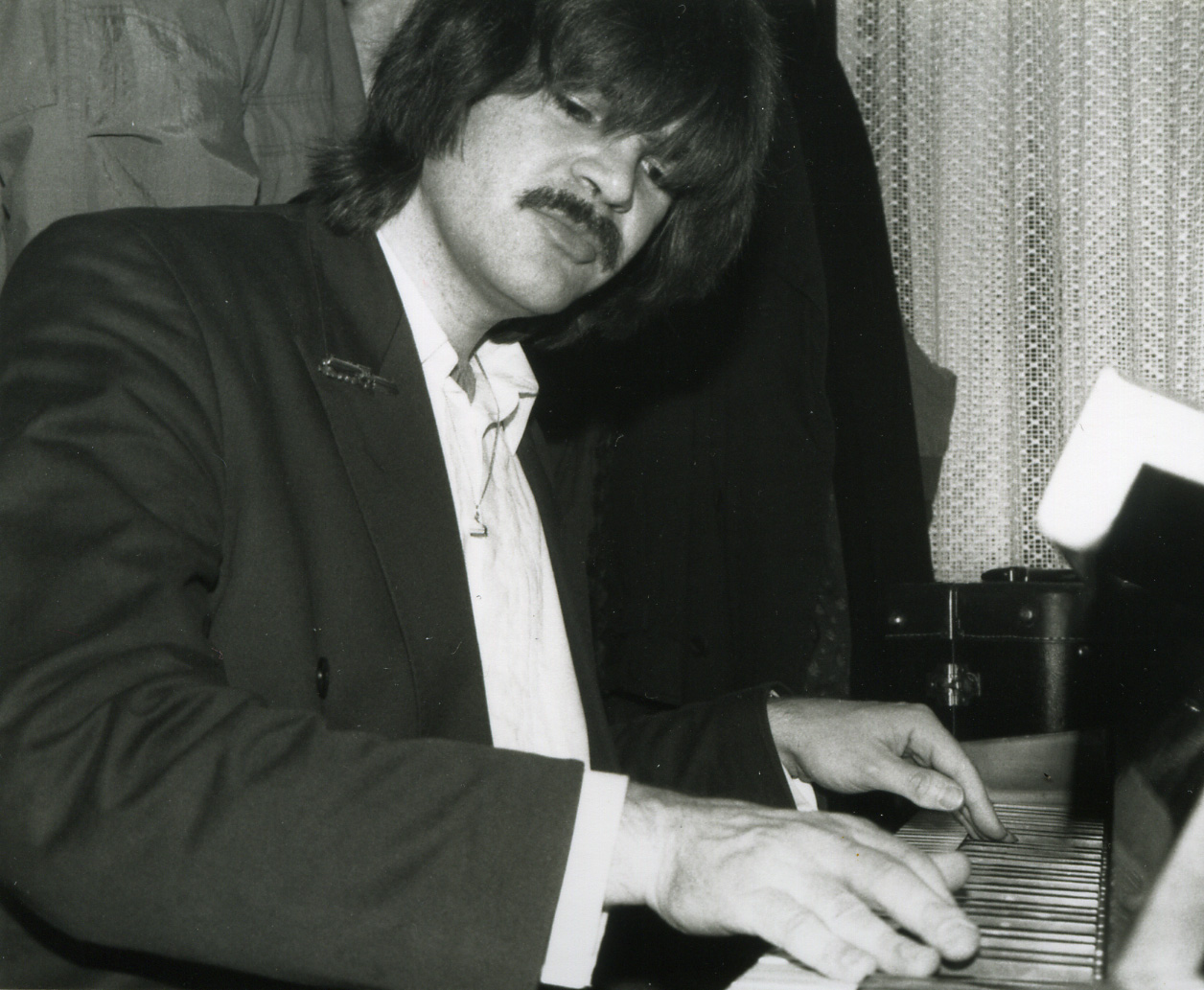
Axel Zwingenberger auf der Beerdigungsfeier von Blues-Legende Champion Jack Dupree in Hannover, 1992.

Axel Zwingenberger (* 7. Mai 1955 in Hamburg) ist ein deutscher Boogie-Woogie- und Blues-Pianist und -Komponist.

## Leben und Wirken
Zwingenberger, Sohn eines Arztes, erhielt ab seinem 6. Lebensjahr Klavierunterricht, kam aber erst mit 17 Jahren mit dem Boogie-Woogie in Berührung. Bis dahin habe er (Zitat) „nicht gewusst, dass man so Klavier spielen kann“. Von diesem Zeitpunkt an stand diese Stilrichtung im Mittelpunkt seiner musikalischen Arbeit.

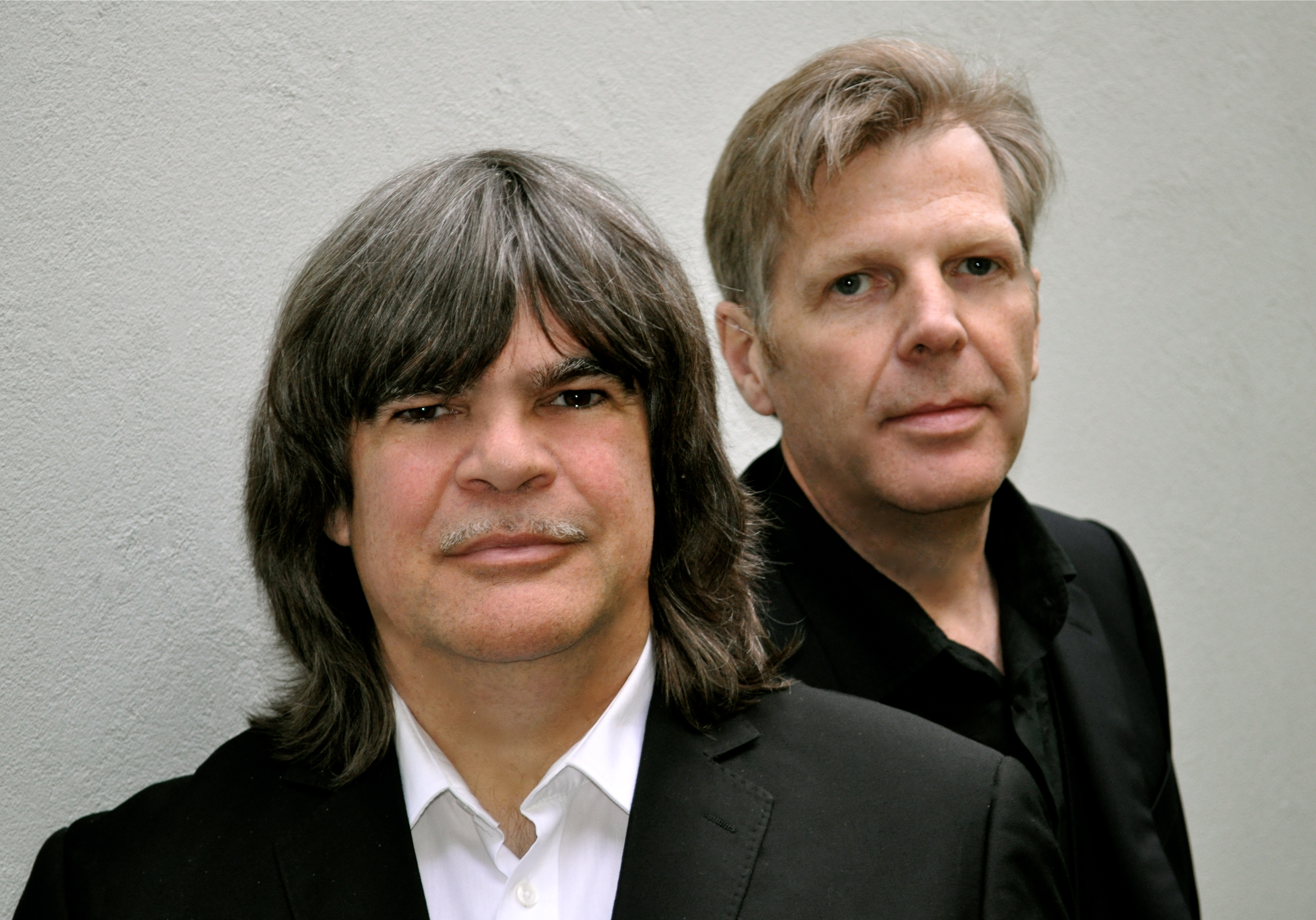
Axel und Torsten Zwingenberger, 2011.

Nach dem Abitur an der Gelehrtenschule des Johanneums in Hamburg (1974) erhielt Zwingenberger 1975 seinen ersten Plattenvertrag. Im Laufe der Jahre trat er zusammen mit einer Reihe bekannter US-amerikanischer Jazzmusiker (Big Joe Turner, Lionel Hampton, Champion Jack Dupree, Mama Yancey, Jay McShann und vielen mehr) auf. Diese Zusammenarbeit führte meist auch zu Plattenaufnahmen. Die Serie der aufgenommenen Sessions umfasst rund 30 Schallplatten oder CDs. Er hat auch an Alben von Bill Wyman’s Rhythm Kings (Just For A Thrill) und Ludwig Hirsch (In Meiner Sprache) mitgewirkt. Gern und regelmäßig tritt er auch mit seinem Bruder, dem Jazz- und Blues-Schlagzeuger Torsten Zwingenberger, auf.
Axel Zwingenberger bereichert den Boogie Woogie mit eigenen Kompositionen und auch der Herausgabe von Musikalien.
Im Frühjahr 2009 – vermittelt durch den Pianisten Ben Waters – erneuerte Zwingenberger seine musikalische Zusammenarbeit mit Charlie Watts. Danach spielten Zwingenberger, Waters, Watts und der Kontrabassist Dave Green zusammen in der Band „The ABC&D of Boogie Woogie“. Der Bandname leitet sich von den Vornamen Axel, Ben, Charlie und Dave ab.

## Boogie Woogie und die Dampflok
Auf seinen Konzerttourneen Anfang der 1990er Jahre auf dem Gebiet der ehemaligen DDR fielen ihm viele der dort noch vorhandenen Dampflokomotiven auf, und die akustische Nähe der Dampfmaschinentechnik zur stampfenden Rhythmik des Boogie Woogie. Er belebte sein altes Hobby des Fotografierens wieder und spezialisierte sich auf Blitzlicht-Nachtaufnahmen fahrender Dampfzüge im Stil der Fotos von O. Winston Link. Zwingenberger dokumentierte seine Liebe zu Dampflokomotiven in einem Fotoband (Vom Zauber der Züge, ISBN 3-926398-02-7) mit diesen selbst aufgenommenen Fotografien, ergänzt durch CDs mit Eisenbahn-Boogie-Woogies und Dampflok-Originaltönen.
Zwingenberger gründete mit Freunden die „Stiftung Kultur auf Schienen“, um das Überleben und den Betrieb historischer denkmalgeschützter Schienenfahrzeuge wie der Schnellfahrlokomotive 18 201 zu fördern. In seinen Konzerten, die oftmals an passenden Locations wie dem Eisenbahnmuseum Strasshof stattfinden, stellt er gerne Eisenbahnmusik vor.
Er kaufte auch immer wieder Salon- und Speisewagen ehemaliger DDR-Regierungszüge, unter anderem den Nachrichtenwagen des Verteidigungsministeriums der DDR, und sorgt für deren Erhalt.

## Pressestimmen
Martin Kunzler schreibt im Jazz-Lexikon, Band 2: Von La Barbera bis Zwingenberger: „Mit enormem Drive und Gespür für den Aufbau von Atmosphäre repräsentiert der Pianist Axel Zwingenberger den Gipfel der europäischen Boogie Woogie-Renaissance.“
Peter Stöbich meint in der Tastenwelt 3/03: „Axel Zwingenberger spielt den Boogie Woogie so authentisch wie seine legendären Lehrmeister… Für viele jüngere Pianisten ist der Hamburger inzwischen selbst zum Idol und Mentor geworden.“

## Auszeichnungen
Für das Album Let’s Boogie Woogie All Night Long erhielt Zwingenberger gemeinsam mit Big Joe Turner den Deutschen Schallplattenpreis in der Kategorie „Traditioneller Jazz“. 2007 wurde Zwingenberger in den USA in die Boogie Woogie Hall Of Fame aufgenommen.
Die Titelseite des Wochenend-Journals des Hamburger Abendblattes vom 23. September 2000 wurde mit Fotografien aus seinem Buch Vom Zauber der Züge gestaltet und mit dem European Newspaper Award 2000 in der Kategorie Fotografie ausgezeichnet. Ferner erhielt er gemeinsam mit Gottfried Böttger und Torfrock den Nord Award 2007.

## Diskografische Hinweise

### Soloalben
- 1977 Boogie Woogie Breakdown
- 1977 Boogie Woogie Session '76 – mit Hans-Georg Möller und Martin Pyrker
- 1979 Let’s Boogie Woogie All Night Long – mit Big Joe Turner
- 1980 Power House Boogie
- 1981 Boogie Woogie Jubilee – mit Big Joe Turner, Roy Milton, Cleanhead Vinson, Margie Evans
- 1982 The Boogie Woogie Album mit Lionel Hampton und seinem Orchester
- 1985 Boogie Woogie live
- 1988 Boogie Woogie Bros. – mit Torsten Zwingenberger
- 1990 Blue Pianos – mit Jay McShann
- 1990 Boogie Woogie Classics
- 1990 Boogie In The Barrelhouse
- 1995 Boogie Back To New York City live, New York City, April 1995
- 1996 Swing The Boogie – mit Jay McShann live
- 1999 Brothers in Boogie – mit Torsten Zwingenberger
- 1999 The Boogiemeisters – mit Vince Weber
- 2001 Let’s Boogie Woogie All Night Long – mit Big Joe Turner CD reissue
- 2001 Vom Zauber der Züge
- 2004 Groovology – mit Gottfried Böttger
- 2007 Saxy Boogie Woogie – mit Big Jay McNeely
- 2009 Lady Sings the Boogie Woogie  – mit Lila Ammons
- 2010 The Magic of Boogie Woogie – im Trio mit Charlie Watts & Dave Green
- 2012 The Joy of Boogie Woogie – mit Keito Saito live
- 2015 Live in Vienna – mit Hans-Georg Möller, Martin Pyrker, Torsten Zwingenberger, Vince Weber (Box mit 2 CDs – „live aus dem Konzerthaus – Mai 1976“ und „Studio-Sessions – Oktober 1976“ und eine DVD „Boogie Woogie on ORF-Spotlight – März 1977“)

### Axel Zwingenberger and the Friends of Boogie Woogie
- 1984 Vol. 1 Sippie Wallace – mit Sippie Wallace
- 1985 Vol. 2 From Hamburg To Hollywood – mit Big Joe Turner, Joe Newman, Lloyd Glenn, Torsten Zwingenberger
- 1987 Vol. 3 An Evening With Sippie Wallace- mit Sippie Wallace
- 2001 Vol. 4 The Blues Of Mama Yancey – mit Estelle Mama Yancey
- 1988 Vol. 5 Champ’s Housewarming – mit Champion Jack Dupree und der Mojo Blues Band
- 1988 Vol. 6 On Stage With Champion Jack Dupree – mit Champion Jack Dupree und Torsten Zwingenberger
- 1990 Vol. 7 Champion Jack Dupree Sings Blues Classics
- 1992 Vol. 8 Heat It Up! – mit Red Holloway und der Mojo Blues Band
- 1992 Vol. 9 Red Hot Boogie Woogie Party – mit Red Holloway und der Mojo Blues Band
- 2007 Vol. 10 Kansas City Boogie Jam – mit Big Joe Duskin, Sammy Price und Jay McShann